# BOINC
BOINC - Berkeley Open Infrastucture For Network Computing é uma plataforma, na forma de framework, que visa a facilitar a implementação de sistemas de computação voluntária, funcionando através de uma grade computacional de dimensões mundiais, através de computação distribuída.
O BOINC, ou Berkeley Open Infrastructure for Network Computing (Infra estrutura aberta para computação distribuída da Universidade de Berkeley) é uma infraestrutura para computação distribuída, desenvolvida originalmente fora do projeto SETI@home, mas com a intenção de ser compatível com projetos de pesquisa semelhantes ao SETI. A plataforma do programa é aberta, sendo desenvolvida gratuitamente sob a GNU Lesser Public License (licença pública Lesser GNU). Atualmente o BOINC é desenvolvido por uma equipe da Universidade da Califórnia, Berkeley, liderado por David Anderson, diretor do projeto SETI@home.
SETI@home é um dos mais conhecidos projetos de computação distribuída a utilizar a plataforma BOINC. O sucesso do SETI@home (lançado em 1999 e rapidamente tornando-se a maior rede computacional jamais construída) tornou claro que a computação distribuída poderia ser usada para vários outros projetos científicos, que demandam grandes capacidades de processamento.
A intenção do BOINC é tornar isso possível para pesquisadores em áreas tão diversas como Biologia Molecular, Climatologia ou Astrofísica, utilizando parte da capacidade de processamento de Computadores Pessoais (PC´s) conectados a Internet.
Essencialmente, BOINC é um programa que usa a capacidade ociosa de processamento dos computadores, para analisar dados científicos. Quando os colaboradores não estão usando toda a capacidade de seus computadores pessoais, o programa utiliza-a (sempre em prioridade mais baixa para não atrapalhar outros programas ou tornar o uso do computador mais lento).
A participação no projeto é aberta para qualquer pessoa. Faz-se necessário apenas o download do software e cadastro em um dos projetos participantes. Todos os projetos que utilizam o BOINC são projetos sem fins lucrativos e não gerarão registro de patentes para empresas privadas.

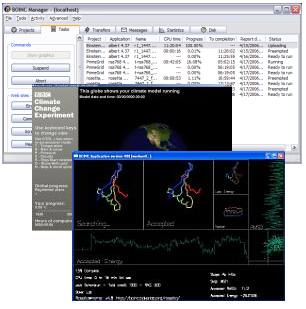
Exemplo do software contribuindo com o projeto Rosetta@home.

## Alguns dos Projetos Atuais
1. BURP — Visa a desenvolver um sistema público para renderizar animações em 3D
2. Chess960 - Chess960 é uma variação do xadrez tradicional, mudando a posição inicial das peças no tabuleiro
3. Climateprediction.net — Tenta prever e produzir modelos climáticos para o século XXI
4. Cosmology@home - Pesquisa para identificar os modelos que melhor descrevem nosso Universo e encontrar um conjunto de modelos que concordem com os dados astronômicos e de física de partículas hoje disponíveis
5. Einstein@Home — Busca por estrelas de nêutrons (pulsares) e ondas gravitacionais
6. Enigma@Home - Tenta decifrar 3 mensagens interceptadas no Atlântico Norte, durante a 2.ª Guerra Mundial
7. Folding@home — Visa a entender interações entre proteínas e doenças relacionadas
8. GPUGRID - Simulações biomoleculares de alto desempenho, usando BOINC em conjunto com GPU, Unidade de processamento gráfico e CUDA
9. IBERCIVIS - "Plataforma da Computação Cidadã" Um projeto global Espanhol, um conjunto de sub-projetos, empregando BOINC, do Ministério da Ciência e Inovação.
10. Leiden@home - Estuda a Dinâmica Clássica (Física)
11. LHC@home — Ajuda os cientistas do CERN a simular a trajetória de partículas para ajustar os equipamentos num novo acelerador de partículas
12. Malaria Control — Idealizado para prever as possíveis epidemias na África (Malária).
13. Milkyway@home - Idealizado para criar um modelo tridimensional da Via Láctea, utilizando dados do Sloan Digital Sky Survey
14. Orbit@home — Monitora a possibilidade de impactos de objetos próximos à Terra
15. Predictor@home — Visa a prever estruturas de proteínas a partir de suas sequências
16. PrimeGrid — Um projeto para fatorar um número do RSA Factoring
17. QMC@Home - (Quantum Montecarlo at Home), projeto de Química quântica que tem por objetivo analisar os pares-base do DNA
18. RCN@home - (Rectilinear Crossing Numbers) está analisando a quantidade de cruzamentos num plano Euclidiano (Matemática)
19. Riesel-Sieve - Busca números primos, usando a linguagem de programação PERL
20. Rosetta@home — Visa a prever e desenhar estruturas de proteínas
21. SETI@home — Busca por Inteligência Extraterrestre (Search for Extra-Terrestrial Intelligence) através da análise de sinais de Radiofrequência obtidos por Radiotelescópios na Terra
22. Spinhenge@home - Tem por objetivo obter estatísticas computacionais para dinâmica de spins (Nanotecnologia)
23. SZTAKI Desktop Grid — Busca por sistemas de números binários genéricos
24. Tanpaku - Tenta prever estruturas de proteínas (projeto Japonês)
25. The Lattice Project — Para integrar e desenvolver recursos de computação para análise científica
26. UCT Malaria - Um projeto suíço, apoiado pelo governo da Zâmbia, para traçar modelos estocáticos para a Epidemiologia Clínica da Malária
27. XtremLab - Mede os recursos disponíveis em Computadores Pessoais (Memória, processador, HD, etc.)
28. World Community Grid — Busca avançar nossos conhecimentos sobre doenças humanas (em especial o Câncer e a AIDS)

## Projetos Concluídos
- μFluids@Home — Simulações por computador do comportamento de fluidos de 2 fases em ambientes de microgravidade (satélites) e problemas  gerais de microfluidos
- Pirates@home — Buscou desenvolver um protetor de telas para o projeto Einstein@Home e testou novas aplicações para a plataforma BOINC.